# Louise Olsson
Louise Olsson, född 1974, är en svensk kemist, verksam vid Chalmers tekniska högskola i Göteborg. Sedan 2014 är hon professor i kemisk reaktionsteknik på avdelningen för kemiteknik, där hon också är avdelningschef. Louise Olsson och hennes forskargrupp arbetar huvudsakligen med katalysatorer för avgasrening och produktion av alternativa bränslen. Hon och hennes forskargrupp är även verksamma inom Kompetenscentrum för katalys (KCK). 
Hon disputerade 2002 med sin doktorsavhandling Fundamental Studies of Catalytic NOx Removal - Micro Kinetic Modelling, Monte Carlo Simulations and Flow Reactor Experiments
2008 bedömde Stiftelsen för strategisk forskning att Louise Olsson hade potential att bli en Framtidens forskningsledare och tilldelade henne ett stort individuellt anslag.

## Vetenskapliga publikationer
- Fundamental studies of catalytic NOx removal : micro kinetic modelling, Monte Carlo simulations and flow reactor experiments, ISBN 91-7291-201-4[3]
- Publiceringar registrerade i Chalmers publikationsdatabas, CPL